# Route fédérale 40
Pour les articles homonymes, voir Route 40.
 (novembre 2015).
Si vous disposez d'ouvrages ou d'articles de référence ou si vous connaissez des sites web de qualité traitant du thème abordé ici, merci de compléter l'article en donnant les références utiles à sa vérifiabilité et en les liant à la section « Notes et références ».
La Route fédérale 40, aussi connue comme Route Mazatlán-Matamoros, est une route mexicaine qui parcourt une grande partie du Mexique, depuis le Port de Mazatlán Sinaloa jusqu'à Reynosa Tamaulipas. C'est une des routes les plus longues du pays avec une longueur de 1158 km. Elle fut achevée en 1960 durant le gouvernement d'Adolfo López Mateos.
La route fédérale 40 parcourt les états de Sinaloa, Durango, Coahuila, Nuevo León et Tamaulipas. En raison de sa trajectoire, depuis l'Océan Pacifique jusqu'au golfe du Mexique, elle s'appelle l'"axe interocéanique".
Les routes fédérales du Mexique se désignent avec des nombres impairs pour des routes nord-sud et avec des nombres pairs pour les routes est-ouest. Les désignations numériques s'incrémentent en direction du sud du Mexique pour les routes nord-sud et s'incrémentent en direction de l'Est pour les routes est-ouest. Donc, la route fédérale 40, en raison de sa trajectoire de est-ouest, a la désignation de nombre pair, et est situé au Nord du Mexique et ainsi lui correspond la désignation N° 40.

## Trajectoire

### Sinaloa
Longueur = 96 KM
- Mazatlán
- Villa Union - route fédérale 15 et route fédérale 15d
- Santa-Lucia
- Potrerillos El Palmito

### Durango
Longueur = 470 KM
- El Salto - route fédérale 40
- Durango - route fédérale 45
- Guadeloupe Victoria
- Cuencame - route fédérale 49
- Les Cuatillos - route fédérale 34
- Ciudad Lerdo
- Gomez Palacio

### Coahuila
Longueur = 311 KM
- Torreón - route fédérale 30
- Saltillo - route fédérale 54 et route fédérale 57D

### Nuevo León
Longueur = 248 KM
- Monterrey - route fédérale 85 et route fédérale 54
- Cadereyta - Route fédérale 9

### Tamaulipas
Longueur = 33 KM
- Reynosa - Route fédérale 2